# Peter Rohwein
Peter Rohwein, né le 26 juin 1962 à Isny im Allgäu, est un sauteur à ski allemand, devenu entraîneur.

## Biographie
Membre du club WSV Isny, à sa ville natale, il représente les couleurs de l'Allemagne de l'Ouest.
Il fait ses débuts dans l'élite du saut mondial lors de la saison 1980-1981 sur la Tournée des quatre tremplins, comptant pour la Coupe du monde, affichant notamment une neuvième place à Bischofshofen, avant d'établir sa meilleure performance internationale à Engelberg avec le sixième rang en janvier 1982. Il est sélectionné alors pour les Championnats du monde à Oslo, occupant la 14e place.
En 1984, il remporte son unique titre national sur le tremplin normal et prend part aux Jeux olympiques de Sarajevo, sans percer dans le top 30.
En décembre 1985, il égale son meilleur résultat dans la Coupe du monde avec une sixième place sur le tremplin normal de Chamonix. Cet hiver, il enregistre son meilleur classement général dans cette compétition avec une 22e position. Aux Championnats du monde 1987 à Oberstdorf, il parvient à entrer dans le top dix avec une huitième place sur l'épreuve en grand tremplin.
Aux Jeux olympiques de Calgary en 1988, il est 25e sur le grand tremplin et sixième par équipes. Il s'agit de sa dernière compétition majeure au niveau international.
En 2000, il devient entraîneur dans l'équipe allemande de combiné nordique, s'occupant du saut à ski. En 2004, il devient l'entraîneur en chef de l'équipe allemande de saut à ski, jusqu'en 2008, où il est remplaçé avant de s'occuper de l'équipe B.

## Palmarès

### Jeux olympiques
| Épreuve / Édition | Sarajevo 1984 | Calgary 1988 |
| Petit tremplin    | 44e           |              |
| Grand tremplin    | 35e           | 25e          |
| Par équipes       |               | 6e           |

### Championnats du monde
| Épreuve / Édition | Oslo 1982 | Seefeld 1985 | Oberstdorf 1987 |
| Petit tremplin    |           |              | 19e             |
| Grand tremplin    | 14e       | 44e          | 8e              |
| Par équipes       |           |              | 6e              |

### Coupe du monde
- Meilleur classement général : 22e en 1986.
- Meilleur résultat individuel: 6e.

#### Classements généraux
| Compétition/Année | Compétition/Année | Coupe du monde | Coupe du monde |
| ----------------- | ----------------- | -------------- | -------------- |
| Compétition/Année | Compétition/Année | Class.         | Points         |
| 1981              | 1981              | 55e            | 11             |
| 1982              | 1982              | 37e            | 19             |
| 1984              | 1984              | 42e            | 18             |
| 1985              | 1985              | 43e            | 12             |
| 1986              | 1986              | 22e            | 30             |
| 1987              | 1987              | 49e            | 9              |
| 1988              | 1988              | 64e            | 5              |